# Psila negrobovi
Psila negrobovi är en tvåvingeart som beskrevs av Shatalkin 1989. Psila negrobovi ingår i släktet Psila och familjen rotflugor.
Artens utbredningsområde är Armenien. Inga underarter finns listade i Catalogue of Life.